# Cangamba
Cangamba ist eine Stadt mit etwa 10.000 Einwohnern und Verwaltungssitz des gleichnamigen Kreises (Município) in der Provinz Moxico in Angola. Sie liegt etwa 900 km südöstlich der Hauptstadt Luanda. 

## Verkehr
Am südlichen Rand der Stadt liegt der Flugplatz Cangamba mit dem IATA-Flughafencode CNZ. 